# Mazurka

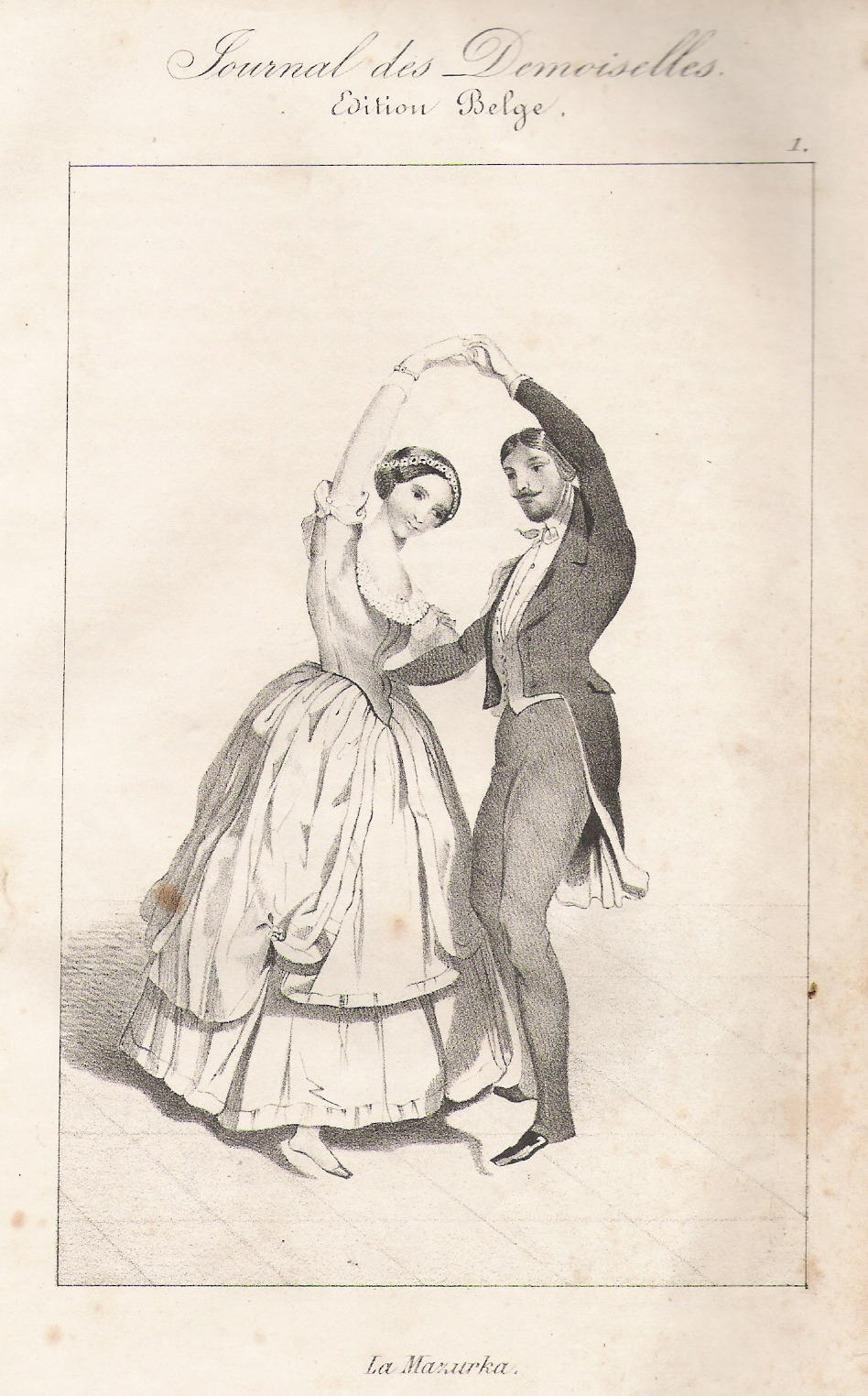
La Mazurka en 1845.

La mazurka est une danse traditionnelle originaire de Pologne, très rythmée, à trois temps, de tempo vif et dont les accents se déplacent sur les temps faibles. Elle connut une grande vogue dans les salons européens au XIXe siècle et passa rapidement dans le répertoire populaire et des danses de société.

## Histoire
Son nom vient de mazur et mazurek (petite mazur) au XVIIIe siècle. La mazurka ne vient pas directement de la province de la Mazurie (prussienne puis allemande de 1640 à 1945), mais est originaire du peuple des Mazurs, vivant initialement dans les plaines de Mazovie autour de Varsovie, dont la région de Mazurie a ensuite repris le nom au XIXe siècle à la suite de leur déplacement. Se déclinant en un cycle de variations (la mazur ou mazurek modérée, l'obertas ou oberek rapide, la kujawiak de Kujawy, plus lente), elle était toujours précédée et/ou suivie d'une danse marchée : la chodzony, ancêtre de la polonaise.
Mazurek Dąbrowskiego (La mazurka de Dąbrowski), composée en 1797, est l'hymne national de la Pologne. Le compositeur de la mélodie est inconnu.

## Caractéristiques
La rythmique de la mazurka est très particulière. Elle a certainement évolué au fil du temps et en fonction des régions. Aujourd'hui, en tant que danse populaire en bal folk, elle a une structure assez précise.
C'est une musique à trois temps avec un phrasé découpé en multiples de quatre mesures, chaque groupe de quatre correspondant à une figure de base pour les danseurs. Beaucoup de compositions sont constituées de deux phrases musicales de huit mesures. La spécificité rythmique est l'accentuation du deuxième temps; c'est ce qui indique aux danseurs la présence d'une élévation sur le troisième temps. Le tempo de la mazurka est légèrement inférieur au tempo de la valse. On peut imaginer une pulsation de 110 mais c'est élastique ; de plus, beaucoup de compositions récentes, plus langoureuses ont un tempo ralenti.
La mélodie commence le plus souvent par une anacrouse de plusieurs notes.
Le style de la mazurka est généralement ternaire, ce qui donne des partitions en 9/8. Comme en jazz, certaines partitions ont été écrites en 3/4 et il faut lire noire-croche lorsqu'on voit écrit un temps découpé en deux croches.
L'interprétation doit être régulière et l'accentuation du deuxième temps discrète puisque sur certaines mesures (en général une sur deux), les danseurs vont faire trois pas de valse au lieu de trois pas de mazurka.

## La mazurka classique
Transcendée par la musique savante, la composition de 58 mazurkas chez Frédéric Chopin n'est pas dénuée d'un attachement à la tradition nationale, bien que le langage musical y soit incontestablement savant, voire très avancé, notamment sur le plan harmonique (accords de 9e et inflexions modales). Le compositeur polonais Stanisław Moniuszko (1819-1872) a inclus des mazurkas dans ses opéras. Parmi les compositeurs français, citons les trois mazurkas de Camille Saint-Saëns (opus 21 en 1862, opus 24 en 1871 et opus 66 en 1882), la Mazurka de Mel Bonis et la Mazurka de Claude Debussy.
Au XXe siècle, Karol Szymanowski et Alexandre Tansman écrivent également des mazurkas.

## Répertoire traditionnel
Elle est passée dans le répertoire du bal musette à la fin du XIXe siècle. Comme beaucoup de danses de salon, la mazurka a aussi été reprise dans les danses folks, notamment dans la danse bretonne, les danses du centre de la France et les danses du carnaval guyanais. Elle est une composante de la musique et des danses traditionnelles de la Martinique, appartenant aux musiques dites de « Saint-Pierre », du nom de cette ville, ancienne capitale de la Martinique. Selon les terroirs, les pas diffèrent. Autrefois, les airs étaient assez uniformes, mais les musiciens folk varient le répertoire et elle est devenue une danse assez fluide permettant de nombreuses variantes (bercement, suspension, tourné, etc.). On retrouve la mazurka jusqu'à Porto Rico, où le Cuarteto Puerto Rico enregistra Mazurka Maria en 1956, qui présente de fortes similitudes rythmiques et mélodiques avec la chanson Les Amoureux des bancs publics pourtant composée et enregistrée par Georges Brassens trois ans plus tôt.
La mazurka se danse généralement sur 12 temps (deux fois six temps - deux fois un pas de mazurka et trois petits pas) mais il existe des variantes à neuf temps (un « balancement » est rajouté comme dans la valse à 5 temps).

### Revivalisme
La tendance revivaliste a fait naître des mazurkas à 8 et 11 temps, dites asymétriques ou impaires. Leur particularité principale et leur intérêt pour les danseurs résident dans le changement d'appuis à chaque phrase musicale (les 2 pas de la dernière mesure permettent ce changement).
Mazurka à 8 temps. Description des bases (pour la personne qui guide ; la personne qui suit inverse les appuis) :
- mesure 1 (1-2-3), 2 pas (G - D), lever pied G ;
- mesure 2 (1-2-3), 3 pas (G - D - G) ;
- mesure 3 (1-2), 2 pas (D - G) ;
- mesure 1 bis (1-2-3), 2 pas (D - G), lever pied D ;
- mesure 2 bis (1-2-3), 3 pas (D - G - D) ;
- mesure 3 bis (1-2), 2 pas (G - D) ;
- etc. (liberté aux danseurs de choisir le sens et l'amplitude de leurs tours).

Mazurka à 11 temps. Description des bases (pour la personne qui guide ; la personne qui suit inverse les appuis) :
- mesure 1 (1-2-3) : 2 pas (G - D), lever pied G ;
- mesure 2 (1-2-3) : 3 pas (G - D - G) ;
- mesure 3 (1-2-3) : 2 pas (D - G), lever pied D ;
- mesure 4 (1-2) : 2 pas (D - G) ;
- mesure 1bis (1-2-3) : 2 pas (D - G), lever pied D ;
- mesure 2bis (1-2-3) : 3 pas (D - G - D) ;
- mesure 3bis (1-2-3) : 2 pas (G - D), lever pied G ;
- mesure 4bis (1-2) : 2 pas (G - D) ;
- etc. (liberté aux danseurs de choisir le sens et l'amplitude de leurs tours).

### Mazurka gasconne
Cette forme a été recueillie dans le Savès, principalement à Samatan (Gers) dans les années 1970-1978 par Pierre Corbefin. C'est une évolution de la mazurka qui est devenu une des danses les plus populaires en bal folk.
Elle se danse en couple, en position de danse moderne, les deux partenaires, face à face. La main droite de la personne qui guide dans le dos de celle qui suit, idem pour la main gauche de celle qui suit dans le dos de celle qui guide ; la main gauche de la personne qui guide dans la droite de celle qui suit, bras à l'horizontale, souples. Elle se danse sur 4 mesures à 3 temps. Les danseurs doivent suivre le tempo des musiciens. Détails de la danse : sur le temps 1, la personne qui guide part du pied gauche et celle qui suit du pied droit, iels font un pas de côté. Pour chaque G (gauche) ou D (droit) sans commentaire, cela signifie que les danseurs reportent le poids du corps sur ce pied, en faisant un petit pas. À la fin de la figure, iels recommencent au début.
Description pour la personne qui guide, l'autre inverse les appuis :
- les mesures 1 et 3 correspondent à un pas de mazurka,
- les mesures 2 et 4 à un pas de valse.
  - mesure 1 (1-2-3), 2 pas (G - D), lever pied G ;
  - mesure 2 (1-2-3), 3 pas (G - D - G) ;
  - mesure 3 (1-2-3), 2 pas (D - G), lever pied D.
  - mesure 4 (1-2-3), 3 pas (D - G - D).

Dans le pas de mazurka, le lever correspond à une élévation du corps, celle-ci peut être obtenue par un sautillement (style folklorique, lorsque le tempo est rapide et la musique très marquée) ou à une élévation à peine visible du talon (style langoureux). Pendant la mesure 1, le couple effectue 1/4 de tour dans le sens anti-horaire (la personne qui guide en reculant et l'autre en avançant). Pendant les mesures 3 et 4, le couple effectue un tour complet dans le sens horaire (la personne qui guide en avançant et l'autre en reculant).
De cette variante, considérée comme pas de base (ce n'est pas la seule forme de mazurka recueillie en Gascogne), la pratique revivaliste de la mazurka a évolué vers de nombreuses figures et variantes, en particulier l'enchaînement des pas de mazurka et pas de valse peut être plus complexe. C'est une danse non chorégraphiée, donc c'est le guidage qui indique les appuis.